# Ubiratan Spinelli
Ubiratan Francisco Vilela Tom Spinelli (Poxoréo - MT, 29 de maio de 1938) é um político brasileiro. Exerceu o mandato de deputado federal (assim como seu pai, Mário Spinelli), constituinte em 1988. É casado com Beatriz Helena Bressane Spinelli - que também possuiu vida pública, participando do cargo de vice-prefeita, de 1989 a 1992, e de vereadora, de 1993 a 1996, de Cuiabá - e tem três filhos. 
Entre 1962 e 1965, cursou Direito na Universidade Católica de Santos. Em 1965, transferiu o curso para a Faculdade de Direito de Mato Grosso, atual Faculdade de Direito da Universidade Federal de Mato Grosso na qual formou-se bacharel em Direito, e tornou-se diretor comercial da Agropecuária Morocó.
Antes de dar início à sua vida política, de 1970 a 1974, Ubiratan alcançou o posto de primeiro-secretário da Associação Comercial de Cuiabá e, em 1974, efetuou-se como diretor comercial da empresa Rio Novo Ltda, posto no qual permaneceu um ano. E em 1975, fez-se presidente da Associação Comercial de Cuiabá.
Nas eleições do ano de novembro de 1978, foi eleito deputado estadual pela Arena (Aliança Renovadora Nacional), partido que atuou na sustentação do regime militar brasileiro em 1964. Tomou posse do mandato em março de 1979 e, no mesmo ano, filiou-se ao PDS (Partido Democrático Social).
Entre os anos de 1980 e 1982, Ubiratan foi nomeado secretário de Indústria, Comércio e Turismo pelo governador Frederico Campos. Nas eleições do ano de 1982, foi reeleito como deputado estadual, agora pelo partido PDS, no qual estava filiado e permaneceu no cargo até 1985.
Durante as eleições indiretas, em 1985, apoiou Paulo Maluf, que foi derrotado por Tancredo Neves, cujo mandato não foi cumprido, já que morreu logo após o final da eleição, sendo substituído por José Sarney, seu vice-presidente.
Em 1986, foi eleito como deputado federal. Lutou por causas democráticas, atuando em favor da proteção ao emprego - sendo contra a demissão sem justa causa, do sindicalismo, do voto aos 16 anos, do presidencialismo e do ampliamento para 5 anos de mandato. Ainda defendeu que o Brasil rompesse relações com países que possuíam políticas de discriminação racial e pena de morte.
Já no ano de 1989, em julho, deixou o PDS, migrando para o Partido Liberal Progressista (PLP), mas seu pertencimento à sigla durou até setembro. A pedido de um amigo, Ricardo Fiúza, transferiu-se para o Partido da Frente Liberal (PFL), hoje Democratas (DEM). Lá, votou a favor de Ricardo, que buscava a presidência do partido, a qual a obteve. Na sequência, Ubiratan retorna ao PLP.
No sufrágio de 1990, para concorrer à reeleição, regressa ao PDS, mas não consegue o cargo. No ano seguinte, em dezembro, o governador do Mato Grosso, Jayme Campos, o nomeia como conselheiro do Tribunal de Contas do Estado. Em 1997, assume a corregedoria-geral do TCE-MT, até depois assumir a presidência. 
Foi acusado de nepotismo por abrigar seus filhos, Rodrigo Bressane Spinelli e Marina Spinelli, como funcionários de seu gabinete e da Escola Superior de Contas, respectivamente.  
O Ministério Público, sob jurisdição estadual, em 2005, requisitou um inquérito sobre a barragem que Ubiratan havia construído em seu imóvel, configurando como crime ambiental, pois causou a erosão das margens do rio, danos à vegetação e aos animais. Foi condenado, dois anos mais tarde, pela Justiça Estadual.  
Por aposentadoria compulsória, retira-se do TCE-MT em dezembro de 2007. Humberto Bosaipo, ex-deputado estadual, o substituiu.  
Mais uma vez por convite de Jayme Campos, em 2008 regressa ao partido que havia ingressado anteriormente, o DEM.    